# Eryri
Eryri (včasih v angleščini, Snowdonia) je regija v severnem Walesu in narodni park, velik 2130 km². Bil je prvi od treh narodnih parkov v Walesu, ustanovljen leta 1951.

## Ime in obseg
Angleško ime za območje izhaja iz imena za Snowdon, ki je s 1085 m najvišja gora Walesa. V valižanščini se območje imenuje Eryri. Ime verjetno izhaja iz besede eryr (orel) in pomeni 'bivališče/dežela orlov', vendar je bilo nedavno dokazano, da to pomeni preprosto 'višavje' in izhaja iz latinskega oriri (naraščati), kar je dokazal vodilni valižanski znanstvenik sir Ifor Williams. V srednjem veku je naslov valižanski princ in vladar Snowdonije (Tywysog Cymru ac Arglwydd Eryri) uporabljal valižanski kralj (od 1258 do 1282) Llywelyn ap Gruffudd; njegov ded Llywelyn Fawr je uporabljal naslov princ severnega Walesa in vladar Snowdonije.
Preden so določili meje narodnega parka, se je ime "Snowdonija" na splošno uporabljalo za manjše območje, in sicer gorsko območje severnega Gwynedda, osrednjega dela masiva Snowdon, medtem ko narodni park pokriva površino več kot dvakrat več in se razteza daleč na jug v Meirionnydd. To je razvidno iz knjig, natisnjenih pred letom 1951, kot so klasični potopis Divji Wales Georgea Borrowa (1862) in Gore v Snowdoniji H. Carra in G. Listra (1925). V knjigi Snowdonija (1949) F. J. Northa kot urednika piše: "Ko je odbor določal začasne meje, je vključil območje na določeni oddaljenosti zunaj Snowdonije." Tradicionalna Snowdonija torej vključuje verigo Snowdon in njegove satelite, Glyderau,  Carneddau in skupino Moel Siabod, ne pa hribov na jugu Maentwroga. Kot Eryri ima to območje posebno mesto v valižanski zgodovini, tradiciji in kulturi.

## Narodni park Snowdonija
Narodni park Snowdonija (valižansko Parc Cenedlaethol Eryri) je bil ustanovljen leta 1951 kot tretji narodni park v Združenem kraljestvu, za Peak District in Lake District. Zajema 2140 km² in ima 60 km do obale.
Park upravlja Urad za narodni park Snowdonija, ki ga sestavljajo predstavniki lokalnih oblasti in  Walesa, njihova glavna pisarna je v Penrhyndeudraethu. V primerjavi z narodnimi parki v drugih državah Snowdonijo (tudi drugi parki v Veliki Britaniji) sestavljajo javna in zasebna zemljišča osrednjega organa za načrtovanje. Deleži lastništva zemljišč so:
| vrsta lastništva                                                    | delež (%) |
| ------------------------------------------------------------------- | --------- |
| zasebno                                                             | 69,9      |
| Komisija za gozdarstvo                                              | 15,8      |
| Narodni sklad za zgodovinsko pomembne kraje in kraje naravne lepote | 8,9       |
| Deželni svet Walesa (CCW)                                           | 1,7       |
| Uprava narodnega parka                                              | 1,2       |
| vodne družbe                                                        | 0,9       |
| drugi                                                               | 1,6       |

V parku živi več kot 26.000 ljudi, od katerih je približno 62 % Valižanov. Park privablja več kot 6 milijonov dnevnih in večdnevnih obiskovalcev letno, tako je tretji najbolj obiskan narodni park v Angliji in Walesu.
Medtem ko je večina ozemlja odprta ali gorata pokrajina, je v parku precej kmetijske dejavnosti.
Po reorganizaciji lokalne uprave leta 1998 park leži delno v okrožju Gwynedd in deloma v okrožju Borough of Conwy. 18-članska uprava narodnega parka Snowdonija ima devet članov, ki jih imenuje Gwynedd, tri Conwy, preostalih šest pa Državni zbor Walesa, ki predstavljajo državni interes.
Nenavadno je, da ima narodni park v sredini luknjo, in sicer okrog mesta Blaenau Ffestiniog, kjer je center kamnolomov skrilavca. Namerno je bila izključena iz parka, ko je bil ustanovljen, da bi bil omogočen razvoj nove lahke industrije, ki bi zamenjala zdesetkano industrijo skrilavca.
Družba Snowdonije je dobrodelna organizacija, ustanovljena leta 1967. To je prostovoljna skupina ljudi, ki so zainteresirani za območje in njegovo zaščito. Amory Lovins je uspešno vodil opozicijo v 1970-ih in ustavil britansko-avstralsko multinacionalko Rio Tinto, ki je hotela začeti odkopavati območje za množično rudarjenje.

## Gorske verige
Snowdonijo lahko razdelimo na štiri območja:
- najsevernejše območje je najbolj priljubljeno med turisti in vključuje (od zahoda proti vzhodu) Moel Hebog, Mynydd Mawr in Nantlle Ridge; Snowdonski masiv; Glyderau in Carneddau. Zadnje tri skupine so najvišje gore v Walesu in vključujejo vse valižanske gore nad 914,4 m;
- drugo območje so vrhovi Moel Siabod, Cnicht, Moelwynion in gore okoli Blaenaua Ffestinioga;
- tretje območje vključuje Rhinogydd na zahodu, Arenig in Migneint (na območju barja) in Rhobell Fawr. Zaradi oddaljenosti to območje ni tako priljubljeno med turisti;
- najjužnejše območje vključuje Cadair Idris, Tarren, Dyfi hills in skupino Aran, tudi Aran Fawddwy, najvišjo goro v Združenem kraljestvu, južno od Snowdona.

## Pohodništvo
Veliko pohodnikov je osredotočenih na sam Snowdon. To je lepa gora, ki pa je precej obljudena, saj se nanjo vzpne gorska železnica Snowdon Mountain Railway.
Druge visoke gore z vrhovi, posutimi z balvani, na primer Tryfa je ena redkih gora v Veliki Britaniji južno od Škotske, na kateri za vzpon potrebujete tudi roke, so  zelo priljubljene. Je pa tudi nekaj spektakularnih pohodov v nižjih gorah Snowdonije in so manj obiskane. Med pohodniki so priljubljene Y Garn (vzhodno od Llanberisa) po grebenu do Elidirja Fawra; Mynydd Tal-y-Mignedd (zahodno od Snowdona) vzdolž Nantlla Ridgea v Mynydd Drws-y-Coed; Moelwyn Mawr (zahodno od Blaenaua Ffestinioga) in Pen Llithrig y Wrach severno od Capel Curiga. Južneje so Y Llethr v Rhinogyddu in Cadair Idris v bližini Dolgellaua.
V parku je 2380 km javnih pešpoti, 264 km javnih jahalnih poti in 74 km drugih javnih poti. V velikem delu je mogoče pohajkovati, mogoč je tudi dostop do posameznih javnih ali zasebnih zemljišč za rekreacijo in vadbo.

## Narava, pokrajina in okolje
Celotna obala parka je "posebno ohranitveno območje", ki poteka od polotoka Llŷn navzdol do sredine valižanske obale, slednje ima dragocene sisteme peščenih sipin.
Naravni gozdovi parka so mešani listopadni gozd, najpogostejše drevo je valižanski hrast. Breza, jesen, gorski jesen in leska so prav tako pogosti. Park vsebuje tudi nekaj velikih (zasajenih) območij iglavcev, kot so Gwydir Forest v bližini Betwsa-y-Coeda. Nekatera območja se zdaj vse bolj naravno zaraščajo.
Severna Snowdonija je edini kraj v Veliki Britaniji, na katerem rasteta snowdonska lilija (Gagea serotina), arktično-alpska rastlina, in snowdonski hrošč (Chrysolina cerealis) mavrične barve in je edini kraj na svetu, na katerem raste nebinovka (Hieracium snowdoniense).
Velik del parka ima danes oznako  "območje posebnega znanstvenega pomena", "narodni naravni rezervat", "posebno ohranitveno območje", "posebno varstveno območje", biosfera in ramsarsko območje.
Ena od glavnih težav, s katerimi se je spoprijemal park v zadnjih letih, je bila rast tujerodne rastline Rhododendron ponticum. Ta hitro rastoča rastlina lahko izpodrine domorodne rastline. Ima visoke poganjke in ga spremlja gliva, ki raste na njenih koreninah in proizvaja strupe, ki ogrožajo lokalno rastlinstvo in živalstvo še sedem let po tem, ko so parazitsko rastlino izkoreninili. Posledice so številne opustošene krajine.

### Prostoživeče živali
Snowdonija je pomembna za ohranjanje habitatov in prostoživečih živali, skoraj 20 % celotne površine je zaščitene z britansko in evropsko zakonodajo. Polovico tega območja je vlada zaščitila v skladu z evropsko habitatno direktivo kot posebno ohranitveno območje. Redki sesalci v parku so vidre, dihurji in divja koza, čeprav kune zlatice ni bilo videti že mnogo let. Redke ptice so krokar, sokol selec, ribji orel, mali sokol in rjavi škarnik. Znan prebivalec Snowdonije je snowdonski ali mavrični hrošč. Park ima tri ramsarska območja: biosferni rezervat Dyfi Estuary, Cwn Idwal in llyn Tegid.

### Podnebje
Snowdonija je eden najbolj vlažnih delov Združenega kraljestva. Crib Goch je najbolj moker kraj v Združenem kraljestvu s povprečno količino padavin od 4473 mm letno v zadnjih 30 letih.